# Michajłowka (rejon kujurgaziński)
Michajłowka (ros. Михайловка) – wieś (dieriewnia) w Rosji, w Baszkortostanie, w rejonie kujurgazińskim. W 2021 liczyła 179 mieszkańców.